# سام موران
سام موران (بالإنجليزية: Sam Moran)‏ هو لاعب كرة قاعدة أمريكي، ولد في 16 سبتمبر 1870 في روتشستر في الولايات المتحدة، وتوفي بنفس المكان في 27 أغسطس 1897.

## وصلات خارجية
- سام موران على موقعبيزبول رفرنس.كوم (الدوري الرئيسي) (الإنجليزية)
- سام موران على موقعبيزبول رفرنس.كوم (الدوري الثانوي) (الإنجليزية)